# اندیس نطنز-۱
نطنز-۱ یک اندیس مصالح ساختمانی است که در حوالی شهر نطنز استان اصفهان قرار دارد و مادهٔ معدنی موجود در آن، گرانیت است.  